# Kristen Bujnowski
Kristen Bujnowski est une bobeuse canadienne, née le 14 mars 1992 à London.

## Biographie
Elle remporte aux Championnats du monde de la FIBT 2019 la médaille d'argent en équipe mixte et la médaille de bronze en bob à deux avec Christine de Bruin.

## Palmarès

### Championnats monde
- : médaillé de bronze en bob à 2 aux championnats monde de 2019 et 2020.
- : médaillé d'argent en équipe mixte aux championnats monde de 2019.

### Coupe du monde
- 8 podiums  : 
  - en bob à 2 : 3 deuxièmes places et 5 troisièmes places.